# 米爾伍德鎮區 (明尼蘇達州斯特恩斯縣)
米爾伍德鎮區（英語：Millwood Township）是位於美國明尼蘇達州斯特恩斯縣的一個行政鎮區，於1871年設立。

## 地方資料
米爾伍德鎮區的面積為107.24平方千米，當中陸地面積為100.71平方千米，而水域面積為6.53平方千米。根據2020年美國人口普查的數據，當地共有人口950人，而人口密度為每平方千米8.86人。